# Who Is Jill Scott? Words and Sounds Vol. 1
Who Is Jill Scott? Words and Sounds Vol. 1 è il primo album in studio della cantante statunitense Jill Scott, pubblicato il 18 luglio 2000 dalla Hidden Beach Recordings.

## Tracce
1. Jilltro – 1:03 (Andre Harris, Darren Henson)
2. Do You Remember – 4:43 (Jill Scott, Andre Harris)
3. Exclusively – 2:05 (Jill Scott, Jeff Townes)
4. Gettin' In the Way – 3:56 (Jill Scott, Vidal Davis)
5. A Long Walk – 4:41 (Jill Scott, Andre Harris)
6. I Think It's Better – 1:42 (Jill Scott, Andre Harris)
7. He Loves Me (Lyzel in E Flat) – 4:45 (Jill Scott, Keith Pelzer)
8. It's Love – 5:54 (Jill Scott, Darren Henson, Keith Pelzer)
9. The Way – 4:16 (Jill Scott, Andre Harris)
10. Honey Molasses – 2:41 (Jill Scott, Carvin Haggins)
11. Love Rain – 4:12 (Jill Scott, Vidal Davis)
12. The Roots (Interlude) – 0:57 (Ahmir Khalib Thompson, Tariq Trotter, Scott Storch, Jill Scott)
13. Slowly Surely – 4:35 (Jill Scott, Darren Henson, Don Thompson)
14. One Is the Magic # – 3:48 (Jill Scott, Vidal Davis)
15. Watching Me – 3:45 (Jill Scott, Ted Thomas Jr., Rich Medina, Roy Ayers, William Allen)
16. Brotha – 3:25 (Jill Scott, Keith Pelzer, Allen Toussaint)
17. Show Me – 4:06 (Jill Scott, Vidal Davis)
18. Try/Love Rain (feat. Mos Def) (Remix) – 10:07 (Jill Scott, James Poyser)

Traccia aggiunta nella versione giapponese
1. One Time (feat. Eric Roberson) – 4:00 (Jill Scott, Vidal Davis, Eric Roberson)

## Classifiche

### Classifiche settimanali
| Classifica (2000-02) | Posizione massima |
| -------------------- | ----------------- |
| Norvegia             | 37                |
| Nuova Zelanda        | 47                |
| Paesi Bassi          | 78                |
| Regno Unito          | 69                |
| Stati Uniti          | 17                |
| Svezia               | 27                |

### Classifiche di fine anno
| Classifica (2001) | Posizione |
| ----------------- | --------- |
| Stati Uniti       | 44        |